# Фёдоровская волость (Александрийский уезд)
Федоровская волость — административно-территориальная единица Александрийского уезда Херсонской губернии.
По состоянию на 1886 состояла из 18 поселений, 17 сельских общин. Население 3961 человек (2006 мужского пола и 1955 женского), 653 дворовых хозяйства.
|                        | Площадь, десятин | В том числе пахотной, дес. |
| ---------------------- | ---------------- | -------------------------- |
| Сельских общин         | 3530             | 3063                       |
| Частной собственности  | 6514             | 4956                       |
| Казённой собственности | -                | -                          |
| Другой собственности   | 33               | 33                         |
| Всего                  | 10 077           | 8052                       |

Самые большие поселения волости:
- Федоровка (Щербина) — местечко при реке Боковенька в 90 верстах от уездного города, 205 человек, 35 дворов, православная церковь, почтовая станция.
- Большая Каширка — село при прудах, 188 человек, 34 двора, лавка.
- Григоро-Денисовка (Большая Тимковская) — Городок реке Боковенька, 60 человек, 25 дворов, православная церковь.
- Николаевка — село при балке Терноватка и прудах, 487 человек, 89 дворов, паровая мельница, плотничная мастерская.